# Omar Hayssam
Omar Hayssam (árabe: عمر هيثم, 3 de enero de  1963 (62 años) es un financista rumano-sirio, que fue condenado en ausencia a 20 años de prisión, después de que una corte rumana lo encontrara culpable de la conspiración y el secuestrar de tres periodistas rumanos en Irak en 2005.
Hayssam llegó a Bucarest como estudiante el principio de los años 80, graduando de los ferrocarriles, caminos y tiende un puente sobre la facultad del instituto de las construcciones de Bucarest. Él se casó con Adela, tenía siete niños, y ciudadanía rumana recibida después de la revolución rumana de 1989. Durante los años 80, como muchos estudiantes árabes en Rumanía, el alegado derivó la mayoría de su renta de ventas del mercado negro de los cigarrillos (una práctica que él continuó después de 1989, que creó problemas con el protector financiero), de los pantalones vaqueros azules.
En el incidente, Marie Jeanne Ion, la reportera de Prima TV, el cámara Sorin Mişcoci, y Ovidiu Ohanesian, un periodista que trabaja para el periódico România Libera, fueron secuestrados en Bagdad, en donde cubrían la guerra de Irak, el 28 de marzo de 2005. Fueron rescatados después de 55 días en cautiverio. Hayssam fue arrestado en Rumanía poco después de que el secuestro y los querellantes lo cargaran y Mohammad Munaf, la guía de Irak de los periodistas y el socio de negocio de Hayssam, con la organización de la abducción para ayudar al escape de Hayssam organizó cargas del crimen. 
Los querellantes demandaron Hayssam, organizaron el secuestro porque lo investigaban en varios casos de fraude financiero y buscaba una manera de salir del país con una suma grande de dinero. Los medios rumanos especularon que Hayssam había esperado que los querellantes caerían las cargas organizadas del crimen cuando él se presentó como mediador. Él entonces desbloquearía sus cuentas bancarias, que habían sido congeladas como parte de la investigación financiera, pagaban un rescate ficticio, y sienten bien a un "héroe nacional" cuando lanzaron a los rehenes.
Hayssam desapareció de Rumania en 2006 después de que una corte local lo dejara salir de un hospital de la prisión para recuperarse en el país después de la cirugía para el cáncer de dos puntos. Su escape accionó la dimisión del principal querellante y de los jefes de servicios secretos rumanos en julio de 2006.